# Грунло
Грунло (нід. Groenlo, нід. вимова: [ˈɣrunloː] ( прослухати)) — місто в нідерландській провінції Гелдерланд. Входить до муніципалітету Ост-Гелре.
Його площа становить 27,84км², а населення станом на 2021 рік складало 9 860 осіб.
До 1 січня 2005 року мало статус окремого муніципалітету, після чого його було об'єднано із сусіднім Ліхтенворде у новий муніципалітет.
Віломий як місце походження одного із найвідоміших пивних брендів Нідерландів Grolsch.

## Галерея

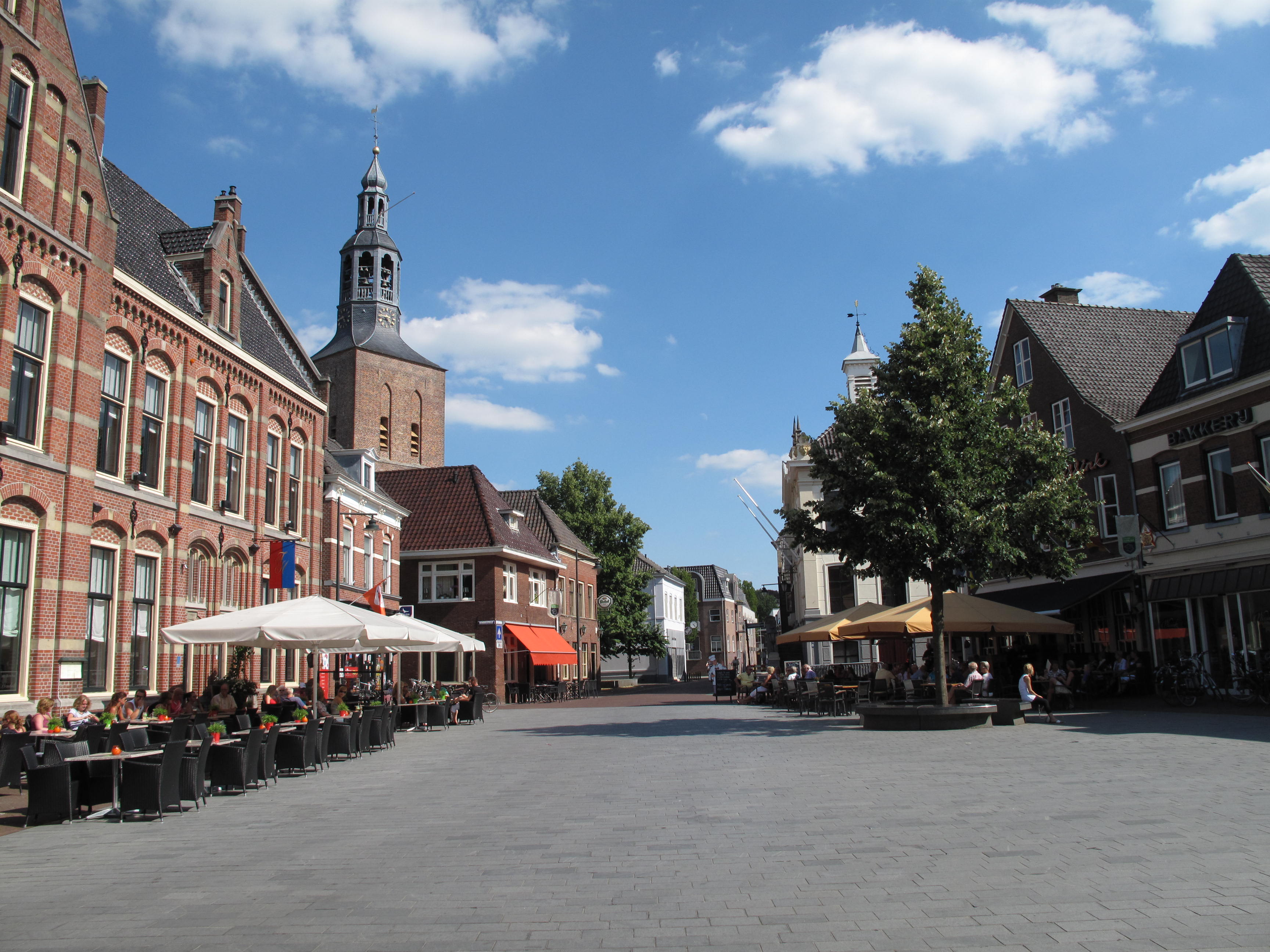
Вулична панорама
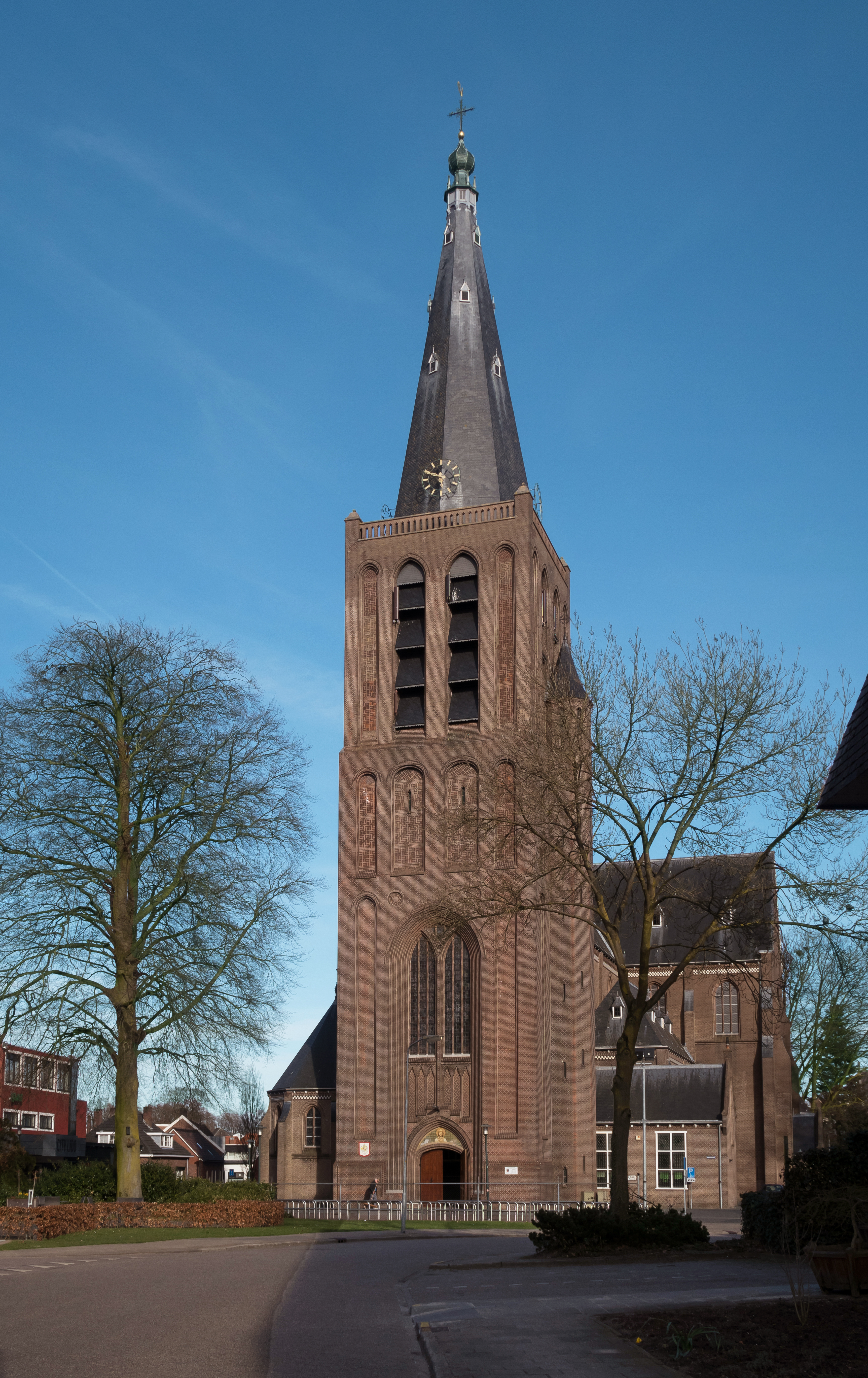
Базиліка в Грунло